# Festival Internacional de Cinema de Las Palmas de Gran Canària
El Festival Internacional de Cinema de Las Palmas de Gran Canaria és un certamen internacional de cinema iniciat l'any 2000 i que celebra anualment a la ciutat canària de Las Palmas de Gran Canaria.
Les seus del festival es reparteixen per centres culturals de tota la ciutat com: l'Auditori Alfredo Kraus, el Centro de Iniciativas de la Caja de Canarias (CICCA), els Multicines Monopol, el Gabinete Literario, el Centro Atlántico de Arte Moderno o el Palacete Rodríguez Quegles des de 2015.

## Seccions
El Festival Internacional de Cinema de Las Palmas de Gran Canaria compta amb diferents seccions per a diferents públics, les quals són:
- Secció Oficial: Es presenten curtmetratges i llargmetratges que opten a guanyar la Lady Harimaguada.
- Secció Informativa: Secció de caràcter estrictament divulgatiu on apareixen entremesclats treballs de joves debutants amb pel·lícules de cineastes consagrats i produccions de caràcter més o menys comercials. D'altra banda, aquesta secció dedicarà cada any especial atenció als nous autors i les seves interessants produccions des de diferents localitzacions geogràfiques.
- Retrospectives: On es presenta l'obra de cineastes.
- La Noche Más Freak: El gènere fantàstic constitueix l'eix fonamental sobre el qual gira aquesta proposta, ja habitual en el festival, consistent en una marató de projeccions entre les quals s'inclouen les d'alguns dels llargmetratges i curtmetratges que millor resposta de públic i de crítica han obtingut al llarg de l'any en els certàmens més prestigiosos del gènere. Encara que lluny de la línia tradicional, aquest espai, de to heterodox, compta amb un important nombre de seguidors que acudeixen, any rere any, a la cita a la recerca d'aquest cinema excitant, inconformista i trencador que, normalment, no té possibilitats d'accedir als circuits convencionals de distribució.
- La Linterna Mágica: Concebuda fonamentalment per a espectadors infantils, La llanterna màgica, les sessions de la qual tenen lloc al llarg de les cinc últimes jornades del festival, recull cada any un programa integrat per cinc o sis llargmetratges que són projectats en sessions matutines en el Auditori Alfredo Kraus per a centenars d'alumnes de diversos centres públics, concertats i privats, acompanyats dels seus respectius tutors.
- Fòrum Canari: Punt de trobades de cineastes canaris i la més completa finestra a l'exterior de la producció de les illes. Inclou mostres de cinema recent, cicles, sessions especials, col·loquis, anàlisis i activitats formatives. La Televisión Canaria patrocina el premi per al millor curtmetratge de l'any i els llargmetratges..

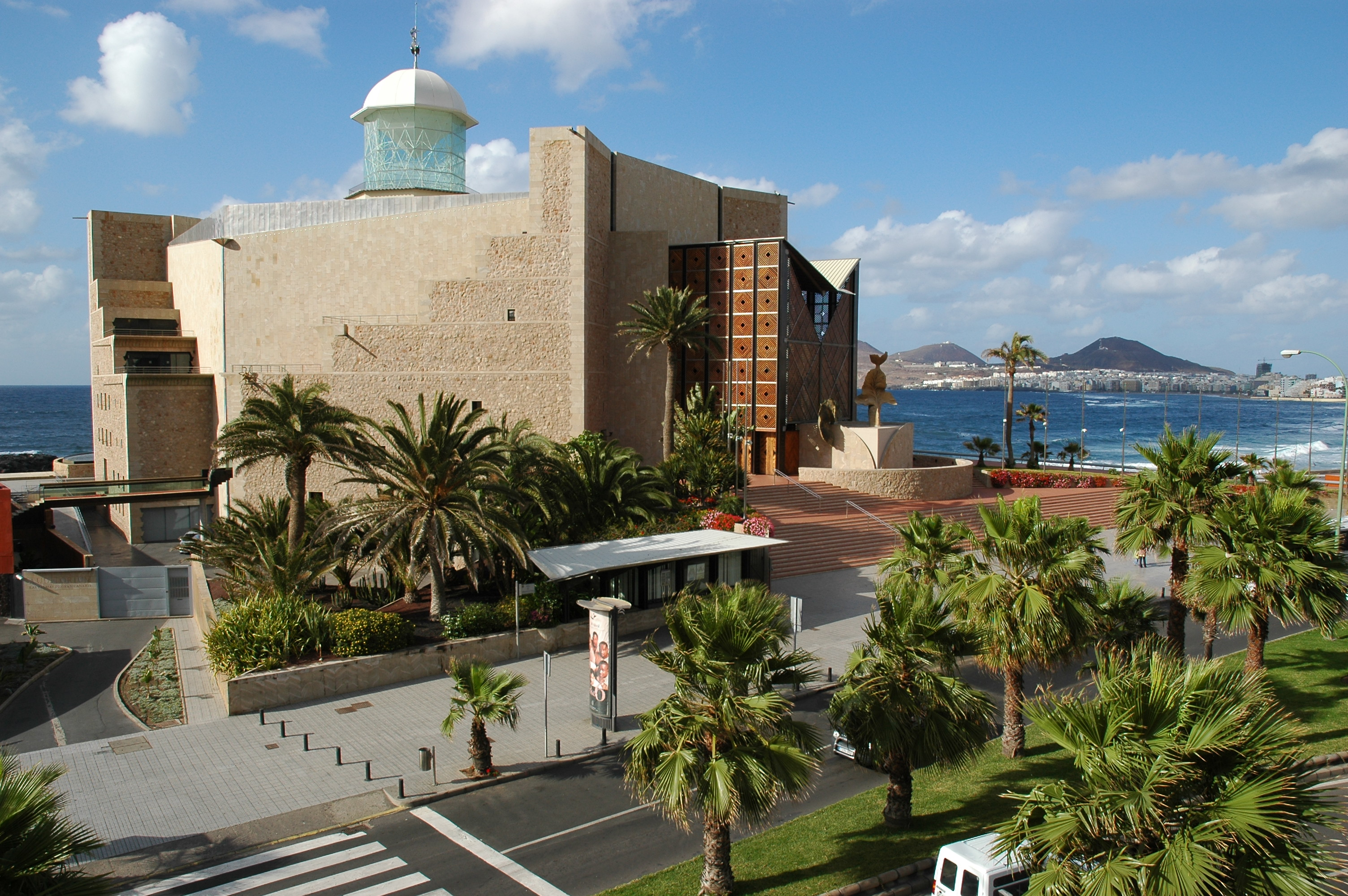
Auditori Alfredo Kraus.

## Convidats
Pel Festival han passat grans estrelles internacionals com Ed Harris, Susan Sarandon, Jeff Daniels, Concha Velasco, Sophia Loren, Faye Dunaway i molts altres actors molt prestigiosos.
Cadascun d'ells compta amb una estrella en l'entrada de l'Auditori Alfredo Kraus, on des de la 1a Edició del Festival les estrelles han deixat les petjades de les seves mans. És el que es coneix com el passeig de la fama.

## Guanyadors de la Lady Harimaguada d'Or
| Any  | Títol                                           | Director(s)                          | País de producció    |
| ---- | ----------------------------------------------- | ------------------------------------ | -------------------- |
| 2000 | Ein Lied von Liebe und Tod                      | Rolf Schübel                         | Alemanya             |
| 2001 | Innocence                                       | Paul Cox                             | Austràlia            |
| 2002 | The Man Who Wasn't There                        | Joel Coen                            | Estats Units         |
| 2003 | Mr. & Mrs. Iyer                                 | Aparna Sen                           | Índia                |
| 2004 | Primavera, estiu, tardor, hivern i... primavera | Kim Ki-duk                           | Corea del Sud        |
| 2005 | Shijie                                          | Jia Zhangke                          | R.P. de la Xina      |
| 2006 | The Blossoming of Maximo Oliveros               | Auraeus Solito                       | Filipines            |
| 2007 | Čahâr-šanbe Suri                                | Asghar Farhadi                       | Iran                 |
| 2008 | Andarilho                                       | Cao Guimaraes                        | Brasil               |
| 2009 | Prince of Broadway                              | Sean Baker                           | Estats Units         |
| 2010 | Lola (Abuela)                                   | Brillante Mendoza                    | Filipines            |
| 2011 | Jean Gentil                                     | Laura Amelia Guzmán, Israel Cárdenas | República Dominicana |
| 2012 | The Loneliest Planet                            | Julia Loktev                         | Estats Units         |
| 2014 | Educaçao Sentimental                            | Júlio Bressane                       | Brasil               |
| 2015 | La creazione di significato                     | Simone Rapisarda Casanova            | Itàlia               |
| 2016 | Kaili Blues (Lu bian ye can)                    | Gan Bi                               | R.P. de la Xina      |
| 2017 | Bitter Money                                    | Wang Bing                            | R.P. de la Xina      |
| 2018 | The Green Fog                                   | Guy Maddin                           | Estats Units         |
| 2019 | A Portuguesa                                    | Rita Azevedo Gomes                   | Portugal             |
| 2020 | –                                               | –                                    | –                    |
| 2021 | This Rain Will Never Stop'                      | Alina Gorlova                        | Letònia/ Ucraïna     |
| 2022 | Miền ký ức (Memoryland)                         | Bùi Kim Quy                          | Vietnam              |
| 2023 | Viver Mal                                       | João Canijo                          | Portugal             |

## Agermanament
- Festival Agadir Ciné ‘Cinéma et Inmigration’. Agadir, (Marroc). Des del 17 de desembre de 2005.[8]